# Молодіжний чемпіонат Європи з футболу 2019 (склади команд)
У статті зазначені склади збірних національних команд молодіжного чемпіонату Європи з футболу 2019 року. Кожна команда мала назвати кінцеву заявку з 23 гравців (троє з яких повинні бути воротарями) за 10 ігор до початку турніру. У турнірі мали право брати участь гравці, що народилися після 1 січня 1996 року.
Статистика гравців подана на 16 червня 2019 року, день старту турніру. Громадянство для кожного клубу відображає національну асоціацію (а не лігу), до якої належить клуб. Прапор подається для тренерів іншої національності, ніж їхня національна команда. Гравці, виділені жирним шрифтом, брали участь у матчах на міжнародному рівні дорослих команд.

## Група A

### Італія
Головний тренер: Луїджі Ді Б'яджо
Остаточний склад було оголошено 6 червня 2019 року. Перед турніром Андреа Пінамонті отримав травму на молодіжному чемпіонаті світу 2019 року і був замінений на Федеріко Бонаццолі.
| №  | Поз. | Гравець            | Дата народження (вік)          | Ігри | Голи | Клуб       |
| -- | ---- | ------------------ | ------------------------------ | ---- | ---- | ---------- |
| 1  | ВР   | Еміль Аудеро       | 18 січня 1997 (вік 22 роки)    | 10   | 0    | Сампдорія  |
| 16 | ВР   | Лоренцо Монтіпо    | 20 лютого 1996 (вік 23 роки)   | 2    | 0    | Беневенто  |
| 22 | ВР   | Алекс Мерет        | 22 березня 1997 (вік 22 роки)  | 2    | 0    | Наполі     |
|    |      |                    |                                |      |      |            |
| 2  | ЗХ   | Артуро Калабрезі   | 17 березня 1996 (вік 23 роки)  | 7    | 0    | Болонья    |
| 3  | ЗХ   | Джузеппе Пеццелла  | 29 листопада 1997 (вік 21 рік) | 13   | 0    | Дженоа     |
| 4  | ЗХ   | Кевін Боніфаці     | 19 травня 1996 (вік 23 роки)   | 6    | 0    | СПАЛ       |
| 6  | ЗХ   | Алессандро Бастоні | 13 квітня 1999 (вік 20 років)  | 5    | 1    | Парма      |
| 12 | ЗХ   | Федеріко Дімарко   | 10 листопада 1997 (вік 21 рік) | 8    | 1    | Парма      |
| 13 | ЗХ   | Джанлука Манчіні   | 17 квітня 1996 (вік 23 роки)   | 10   | 0    | Аталанта   |
| 15 | ЗХ   | Клод Аджапонг      | 6 травня 1998 (вік 21 рік)     | 13   | 0    | Сассуоло   |
| 19 | ЗХ   | Філіппо Романья    | 26 травня 1997 (вік 21 рік)    | 16   | 0    | Кальярі    |
|    |      |                    |                                |      |      |            |
| 5  | ПЗ   | Сандро Тоналі      | 8 травня 2000 (вік 19 років)   | 2    | 0    | Брешія     |
| 7  | ПЗ   | Лоренцо Пеллегріні | 19 червня 1996 (вік 22 роки)   | 11   | 4    | Рома       |
| 8  | ПЗ   | Ніколо Дзаніоло    | 2 липня 1999 (вік 19 років)    | 4    | 0    | Рома       |
| 10 | ПЗ   | Роландо Мандрагора | 29 червня 1997 (вік 21 рік)    | 23   | 0    | Удінезе    |
| 18 | ПЗ   | Ніколо Барелла     | 7 лютого 1997 (вік 22 роки)    | 6    | 0    | Кальярі    |
| 21 | ПЗ   | Мануель Локателлі  | 8 січня 1998 (вік 21 рік)      | 17   | 1    | Сассуоло   |
| 23 | ПЗ   | Алессандро Мурджа  | 9 серпня 1996 (вік 22 роки)    | 14   | 1    | СПАЛ       |
|    |      |                    |                                |      |      |            |
| 9  | НП   | Патрік Кутроне     | 3 січня 1998 (вік 21 рік)      | 12   | 4    | Мілан      |
| 11 | НП   | Ріккардо Орсоліні  | 24 січня 1997 (вік 22 роки)    | 13   | 3    | Болонья    |
| 14 | НП   | Федеріко К'єза     | 25 жовтня 1997 (вік 21 рік)    | 10   | 2    | Фіорентіна |
| 17 | НП   | Федеріко Бонаццолі | 21 травня 1997 (вік 22 роки)   | 8    | 2    | Падова     |
| 20 | НП   | Мойзе Кен          | 28 лютого 2000 (вік 19 років)  | 3    | 2    | Ювентус    |

### Іспанія
Головний тренер: Луїс де ла Фуенте
Попередня заявка з 25 гравців була оголошена 17 травня 2019 року. Брахім Діас отримав травму і Марк Кукурелья був викликаний замість нього. Остаточна заявка була оголошена 5 червня 2019 року, втім пізніше Педро Порро отримав травму і його замінив Поль Лірола.
| №  | Поз. | Гравець              | Дата народження (вік)           | Ігри | Голи | Клуб              |
| -- | ---- | -------------------- | ------------------------------- | ---- | ---- | ----------------- |
| 1  | ВР   | Антоніо Сівера       | 11 серпня 1996 (вік 22 роки)    | 5    | 0    | Алавес            |
| 13 | ВР   | Унаї Сімон           | 11 червня 1997 (вік 21 рік)     | 9    | 0    | Атлетік (Більбао) |
| 23 | ВР   | Дані Мартін          | 8 липня 1998 (вік 20 років)     | 0    | 0    | Спортінг (Хіхон)  |
|    |      |                      |                                 |      |      |                   |
| 2  | ЗХ   | Хесус Вальєхо        | 5 січня 1997 (вік 22 роки)      | 17   | 0    | Реал Мадрид       |
| 3  | ЗХ   | Аарон Мартін         | 22 квітня 1997 (вік 22 роки)    | 10   | 0    | Майнц 05          |
| 4  | ЗХ   | Хорхе Мере           | 17 квітня 1997 (вік 22 роки)    | 28   | 3    | Кельн             |
| 5  | ЗХ   | Унаї Нуньєс          | 30 січня 1997 (вік 22 роки)     | 10   | 0    | Атлетік (Більбао) |
| 15 | ЗХ   | Мартін Аґіррегабірія | 10 травня 1996 (вік 23 роки)    | 1    | 0    | Алавес            |
| 16 | ЗХ   | Поль Лірола          | 13 серпня 1997 (вік 21 рік)     | 2    | 0    | Сассуоло          |
| 20 | ЗХ   | Хуніор Фірпо         | 22 серпня 1996 (вік 22 роки)    | 1    | 0    | Реал Бетіс        |
|    |      |                      |                                 |      |      |                   |
| 6  | ПЗ   | Фабіан Руїс          | 3 квітня 1996 (вік 23 роки)     | 10   | 3    | Наполі            |
| 7  | ПЗ   | Карлос Солер         | 2 січня 1997 (вік 22 роки)      | 16   | 4    | Валенсія          |
| 8  | ПЗ   | Мікель Меріно        | 22 червня 1996 (вік 22 роки)    | 15   | 4    | Реал Сосьєдад     |
| 10 | ПЗ   | Дані Себальйос       | 7 серпня 1996 (вік 22 роки)     | 24   | 6    | Реал Мадрид       |
| 11 | ПЗ   | Мікель Оярсабаль     | 21 квітня 1997 (вік 22 роки)    | 20   | 6    | Реал Сосьєдад     |
| 12 | ПЗ   | Ману Вальєхо         | 14 лютого 1997 (вік 22 роки)    | 2    | 0    | Кадіс             |
| 14 | ПЗ   | Ігор Субельдія       | 30 березня 1997 (вік 22 роки)   | 3    | 0    | Реал Сосьєдад     |
| 17 | ПЗ   | Альфонсо Педраса     | 8 квітня 1996 (вік 23 роки)     | 13   | 0    | Вільярреал        |
| 21 | ПЗ   | Марк Рока            | 26 листопада 1996 (вік 22 роки) | 4    | 1    | Еспаньйол         |
| 22 | ПЗ   | Пабло Форнальс       | 22 лютого 1996 (вік 23 роки)    | 12   | 0    | Вільярреал        |
|    |      |                      |                                 |      |      |                   |
| 9  | НП   | Борха Майораль       | 5 квітня 1997 (вік 22 роки)     | 26   | 14   | Леванте           |
| 18 | НП   | Рафа Мір             | 18 червня 1997 (вік 21 рік)     | 8    | 5    | Лас-Пальмас       |
| 19 | НП   | Дані Ольмо           | 7 травня 1998 (вік 21 рік)      | 6    | 0    | Динамо (Загреб)   |

### Польща
Головний тренер: Чеслав Міхневич
Остаточна заявка була оголошена 5 червня 2019 року.
| №  | Поз. | Гравець              | Дата народження (вік)         | Ігри | Голи | Клуб                  |
| -- | ---- | -------------------- | ----------------------------- | ---- | ---- | --------------------- |
| 1  | ВР   | Каміл Грабара        | 08 січня 1999 (вік 20 років)  | 2    | 0    | Орхус                 |
| 12 | ВР   | Матеуш Ліс           | 27 лютого 1997 (вік 22 роки)  | 0    | 0    | Вісла (Краків)        |
| 22 | ВР   | Томаш Лоска          | 26 січня 1996 (вік 23 роки)   | 2    | 0    | Гурник (Забже)        |
|    |      |                      |                               |      |      |                       |
| 3  | ЗХ   | Каміл Пестка         | 22 серпня 1998 (вік 20 років) | 1    | 0    | Краковія              |
| 4  | ЗХ   | Матеуш В'єтеска      | 11 лютого 1997 (вік 22 роки)  | 6    | 0    | Гурник (Забже)        |
| 5  | ЗХ   | Павел Бохневич       | 30 січня 1996 (вік 23 роки)   | 7    | 0    | Гурник (Забже)        |
| 6  | ЗХ   | Кристіан Белік       | 04 січня 1998 (вік 21 рік)    | 2    | 1    | Чарльтон Атлетік      |
| 15 | ЗХ   | Доминик Йоньчий      | 17 травня 1997 (вік 22 роки)  | 0    | 0    | Подбескідзе           |
| 20 | ЗХ   | Роберт Гумний        | 04 червня 1998 (вік 20 років) | 5    | 0    | Лех (Познань)         |
| 21 | ЗХ   | Кароль Філа          | 13 червня 1998 (вік 20 років) | 0    | 0    | Лехія (Гданськ)       |
|    |      |                      |                               |      |      |                       |
| 2  | ПЗ   | Пшемислав Плахета    | 23 березня 1998 (вік 21 рік)  | 0    | 0    | Подбескідзе           |
| 7  | ПЗ   | Шимон Журковський    | 25 вересня 1997 (вік 21 рік)  | 5    | 1    | Гурник (Забже)        |
| 8  | ПЗ   | Якуб Пйотровський    | 04 жовтня 1997 (вік 21 рік)   | 6    | 0    | Генк                  |
| 10 | ПЗ   | Себастьян Шиманський | 10 травня 1999 (вік 20 років) | 5    | 0    | Динамо (Москва)       |
| 13 | ПЗ   | Матеуш Вдовяк        | 28 серпня 1996 (вік 22 роки)  | 0    | 0    | Краковія              |
| 16 | ПЗ   | Патрик Дзічек        | 25 березня 1998 (вік 21 рік)  | 4    | 0    | П'яст (Глівіце)       |
| 17 | ПЗ   | Каміл Юзвяк          | 22 квітня 1998 (вік 21 рік)   | 1    | 0    | Лех (Познань)         |
| 19 | ПЗ   | Філіп Ягелло         | 08 серпня 1997 (вік 21 рік)   | 1    | 0    | Заглембє (Любін)      |
| 23 | ПЗ   | Конрад Міхалак       | 19 вересня 1997 (вік 21 рік)  | 5    | 2    | Ахмат                 |
|    |      |                      |                               |      |      |                       |
| 9  | НП   | Давид Ковнацький     | 14 березня 1997 (вік 22 роки) | 14   | 10   | Фортуна (Дюссельдорф) |
| 11 | НП   | Кароль Свідерський   | 23 січня 1997 (вік 22 роки)   | 5    | 0    | ПАОК                  |
| 14 | НП   | Адам Букса           | 12 липня 1996 (вік 22 роки)   | 0    | 0    | Погонь (Щецин)        |
| 18 | НП   | Павел Томчик         | 04 травня 1998 (вік 21 рік)   | 5    | 3    | П'яст (Глівіце)       |

### Бельгія
Головний тренер: Йоган Валем
Остаточна заявка була оголошена 4 червня 2019 року.
| №  | Поз. | Гравець            | Дата народження (вік)            | Ігри | Голи | Клуб                  |
| -- | ---- | ------------------ | -------------------------------- | ---- | ---- | --------------------- |
| 1  | ВР   | Нордін Якерс       | 5 вересня 1997 (вік 21 рік)      | 11   | 0    | Генк                  |
| 12 | ВР   | Ортвін Де Волф     | 23 квітня 1997 (вік 22 роки)     | 2    | 0    | Локерен               |
| 21 | ВР   | Єнс Тенкенс        | 30 січня 1998 (вік 21 рік)       | 2    | 0    | Антверпен             |
|    |      |                    |                                  |      |      |                       |
| 2  | ЗХ   | Діон Колс          | 4 червня 1996 (вік 22 роки)      | 15   | 3    | Брюгге                |
| 3  | ЗХ   | Себастіан Борнау   | 22 березня 1999 (вік 20 років)   | 1    | 0    | Андерлехт             |
| 4  | ЗХ   | Ваут Фас           | 3 квітня 1998 (вік 21 рік)       | 12   | 0    | Остенде               |
| 5  | ЗХ   | Каспер Де Норре    | 7 лютого 1997 (вік 22 роки)      | 7    | 0    | Генк                  |
| 13 | ЗХ   | Рокі Буширі        | 30 листопада 1999 (вік 19 років) | 4    | 0    | Ейпен                 |
| 18 | ЗХ   | Юр Схрейверс       | 11 березня 1997 (вік 22 роки)    | 5    | 0    | Васланд-Беверен       |
| 22 | ЗХ   | Еліас Коббаут      | 24 листопада 1997 (вік 21 рік)   | 7    | 0    | Андерлехт             |
|    |      |                    |                                  |      |      |                       |
| 6  | ПЗ   | Самюель Бастьєн    | 26 вересня 1996 (вік 22 роки)    | 11   | 1    | Стандард (Льєж)       |
| 8  | ПЗ   | Браян Гейнен       | 6 лютого 1997 (вік 22 роки)      | 9    | 0    | Генк                  |
| 10 | ПЗ   | Сібе Схрейверс     | 18 липня 1996 (вік 22 роки)      | 20   | 4    | Брюгге                |
| 15 | ПЗ   | Алексіс Де Сарт    | 12 листопада 1996 (вік 22 роки)  | 12   | 1    | Сінт-Трейден          |
| 16 | ПЗ   | Ярі Верхаерен      | 12 липня 2001 (вік 17 років)     | 0    | 0    | Андерлехт             |
| 17 | ПЗ   | Алексіс Салемакерс | 27 червня 1999 (вік 19 років)    | 5    | 0    | Андерлехт             |
| 20 | ПЗ   | Дріс Воутерс       | 28 січня 1997 (вік 22 роки)      | 8    | 1    | Генк                  |
| 23 | ПЗ   | Орель Мангаля      | 18 березня 1998 (вік 21 рік)     | 6    | 0    | Гамбург               |
|    |      |                    |                                  |      |      |                       |
| 7  | НП   | Ісаак Мбенза       | 8 березня 1996 (вік 23 роки)     | 13   | 2    | Гаддерсфілд Таун      |
| 9  | НП   | Аарон Лея Ісека    | 15 листопада 1997 (вік 21 рік)   | 14   | 3    | Тулуза                |
| 11 | НП   | Доді Лукебакіо     | 24 вересня 1997 (вік 21 рік)     | 14   | 4    | Фортуна (Дюссельдорф) |
| 14 | НП   | Стефан Омеонга     | 27 березня 1996 (вік 23 роки)    | 7    | 0    | Дженоа                |
| 19 | НП   | Франсіс Амузу      | 23 серпня 1999 (вік 19 років)    | 4    | 2    | Андерлехт             |

## Група B

### Німеччина
Головний тренер: Штефан Кунц
Остаточний склад оголошено 7 червня 2019 року.
| №  | Поз. | Гравець                  | Дата народження (вік)          | Ігри | Голи | Клуб                     |
| -- | ---- | ------------------------ | ------------------------------ | ---- | ---- | ------------------------ |
| 1  | ВР   | Александер Нюбель        | 30 вересня 1996 (вік 22 роки)  | 12   | 0    | Шальке 04                |
| 12 | ВР   | Флоріан Мюллер           | 13 листопада 1997 (вік 21 рік) | 2    | 0    | Майнц 05                 |
| 23 | ВР   | Маркус Шуберт            | 12 червня 1998 (вік 20 років)  | 1    | 0    | Динамо (Дрезден)         |
|    |      |                          |                                |      |      |                          |
| 2  | ЗХ   | Беньямін Генрікс         | 23 лютого 1997 (вік 22 роки)   | 13   | 0    | Монако                   |
| 3  | ЗХ   | Лукас Клостерманн        | 3 червня 1996 (вік 22 роки)    | 17   | 2    | РБ Лейпциг               |
| 4  | ЗХ   | Джонатан Та              | 11 лютого 1996 (вік 23 роки)   | 9    | 0    | Баєр 04                  |
| 5  | ЗХ   | Тімо Баумгартль          | 4 березня 1996 (вік 23 роки)   | 15   | 1    | Штутгарт                 |
| 14 | ЗХ   | Максіміліан Міттельштадт | 18 березня 1997 (вік 22 роки)  | 4    | 1    | Герта (Берлін)           |
| 15 | ЗХ   | Вальдемар Антон          | 20 липня 1996 (вік 22 роки)    | 11   | 0    | Ганновер 96              |
| 17 | ЗХ   | Фелікс Удуохай           | 9 вересня 1997 (вік 21 рік)    | 6    | 1    | Вольфсбург               |
| 20 | ЗХ   | Робін Кох                | 17 червня 1996 (вік 22 роки)   | 3    | 0    | Фрайбург                 |
|    |      |                          |                                |      |      |                          |
| 6  | ПЗ   | Максіміліан Еггештайн    | 8 грудня 1996 (вік 22 роки)    | 11   | 1    | Вердер                   |
| 7  | ПЗ   | Левін Озтунали           | 15 березня 1996 (вік 23 роки)  | 25   | 7    | Майнц 05                 |
| 8  | ПЗ   | Махмуд Дауд              | 1 січня 1996 (вік 23 роки)     | 17   | 3    | Боруссія (Дортмунд)      |
| 16 | ПЗ   | Суат Сердар              | 11 квітня 1997 (вік 22 роки)   | 5    | 2    | Шальке 04                |
| 18 | ПЗ   | Надім Амірі              | 27 жовтня 1996 (вік 22 роки)   | 19   | 3    | Гоффенгайм 1899          |
| 19 | ПЗ   | Флоріан Нойгаус          | 16 березня 1997 (вік 22 роки)  | 12   | 1    | Боруссія (Менхенгладбах) |
| 21 | ПЗ   | Арне Маєр                | 8 січня 1999 (вік 20 років)    | 5    | 0    | Герта (Берлін)           |
| 22 | ПЗ   | Едуард Левен             | 28 січня 1997 (вік 22 роки)    | 7    | 1    | Нюрнберг                 |
|    |      |                          |                                |      |      |                          |
| 9  | НП   | Лукас Нмеча              | 14 грудня 1998 (вік 20 років)  | 2    | 0    | Престон Норт-Енд         |
| 10 | НП   | Лука Вальдшмідт          | 19 травня 1996 (вік 23 роки)   | 10   | 3    | Фрайбург                 |
| 11 | НП   | Марко Ріхтер             | 24 листопада 1997 (вік 21 рік) | 4    | 0    | Аугсбург                 |
| 13 | НП   | Йоганнес Еггештайн       | 8 травня 1998 (вік 21 рік)     | 6    | 1    | Вердер                   |

### Данія
Головний тренер: Нільс Фредеріксен
Остаточна заявка оголошена 5 червня 2019 року.
| №  | Поз. | Гравець               | Дата народження (вік)          | Ігри | Голи | Клуб                     |
| -- | ---- | --------------------- | ------------------------------ | ---- | ---- | ------------------------ |
| 1  | ВР   | Даніель Іверсен       | 19 липня 1997 (вік 21 рік)     | 10   | 0    | Олдем Атлетік            |
| 16 | ВР   | Петер Віндаль Єнсен   | 16 лютого 1998 (вік 21 рік)    | 1    | 0    | Норшелланн               |
| 22 | ВР   | Оскар Снорре          | 26 січня 1999 (вік 20 років)   | 2    | 0    | Люнгбю                   |
|    |      |                       |                                |      |      |                          |
| 2  | ЗХ   | Расмус Крістенсен     | 11 липня 1997 (вік 21 рік)     | 22   | 7    | Аякс (Амстердам)         |
| 3  | ЗХ   | Якоб Расмуссен        | 28 травня 1997 (вік 21 рік)    | 15   | 0    | Емполі                   |
| 4  | ЗХ   | Йоакім Андерсен       | 31 травня 1996 (вік 22 роки)   | 14   | 0    | Сампдорія                |
| 5  | ЗХ   | Віктор Нельссон       | 14 жовтня 1998 (вік 20 років)  | 14   | 0    | Норшелланн               |
| 13 | ЗХ   | Мадс Валентін         | 1 вересня 1996 (вік 22 роки)   | 11   | 0    | Норшелланн               |
| 15 | ЗХ   | Йоакім Мехле          | 20 травня 1997 (вік 22 роки)   | 2    | 0    | Генк                     |
| 19 | ЗХ   | Андреас Поульсен      | 13 жовтня 1999 (вік 19 років)  | 5    | 0    | Боруссія (Менхенгладбах) |
|    |      |                       |                                |      |      |                          |
| 6  | ПЗ   | Філіп Біллінг         | 11 червня 1996 (вік 22 роки)   | 7    | 1    | Гаддерсфілд Таун         |
| 7  | ПЗ   | Міккель Дуелунд       | 29 червня 1997 (вік 21 рік)    | 20   | 6    | Динамо (Київ)            |
| 8  | ПЗ   | Матіас Єнсен          | 1 січня 1996 (вік 23 роки)     | 10   | 2    | Сельта                   |
| 10 | ПЗ   | Роберт Сков           | 20 травня 1996 (вік 23 роки)   | 22   | 10   | Копенгаген               |
| 11 | ПЗ   | Якоб Бруун Ларсен     | 19 вересня 1998 (вік 20 років) | 9    | 3    | Боруссія (Дортмунд)      |
| 12 | ПЗ   | Асгер Серенсен        | 5 червня 1996 (вік 22 роки)    | 7    | 0    | Ян (Регенсбург)          |
| 18 | ПЗ   | Олівер Абільдгор      | 10 червня 1996 (вік 22 роки)   | 8    | 1    | Ольборг                  |
| 20 | ПЗ   | Магнус Кофод Андерсен | 10 травня 1999 (вік 20 років)  | 3    | 0    | Норшелланн               |
| 21 | ПЗ   | Єнс Стаге             | 8 листопада 1996 (вік 22 роки) | 2    | 0    | Орхус                    |
|    |      |                       |                                |      |      |                          |
| 9  | НП   | Маркус Інгвартсен     | 4 січня 1996 (вік 23 роки)     | 25   | 17   | Генк                     |
| 14 | НП   | Андерс Дреєр          | 2 травня 1998 (вік 21 рік)     | 6    | 0    | Сент-Міррен              |
| 17 | НП   | Андреас Сков Ольсен   | 29 грудня 1999 (вік 19 років)  | 5    | 1    | Норшелланн               |
| 23 | НП   | Йонас Вінд            | 7 лютого 1999 (вік 20 років)   | 0    | 0    | Копенгаген               |

### Сербія
Головний тренер: Горан Джорович
Остаточна заявка оголошена 1 червня 2019 року.
| №  | Поз. | Гравець            | Дата народження (вік)            | Ігри | Голи | Клуб                          |
| -- | ---- | ------------------ | -------------------------------- | ---- | ---- | ----------------------------- |
| 1  | ВР   | Борис Радунович    | 16 травня 1996 (вік 23 роки)     | 16   | 0    | Кремонезе                     |
| 12 | ВР   | Драган Росич       | 15 листопада 1996 (вік 22 роки)  | 2    | 0    | Младост (Лучані)              |
| 23 | ВР   | Милош Остоїч       | 21 квітня 1996 (вік 23 роки)     | 1    | 0    | Спартак (Суботиця)            |
|    |      |                    |                                  |      |      |                               |
| 2  | ЗХ   | Милан Гаїч         | 28 січня 1996 (вік 23 роки)      | 25   | 2    | Црвена Звезда                 |
| 3  | ЗХ   | Алекса Терзич      | 17 серпня 1999 (вік 19 років)    | 4    | 1    | Фіорентіна                    |
| 4  | ЗХ   | Никола Миленкович  | 12 жовтня 1997 (вік 21 рік)      | 7    | 0    | Фіорентіна                    |
| 5  | ЗХ   | Ерхан Машович      | 22 листопада 1998 (вік 20 років) | 11   | 1    | Тренчин                       |
| 13 | ЗХ   | Мирослав Богосавац | 14 жовтня 1996 (вік 22 роки)     | 10   | 0    | Чукарички                     |
| 14 | ЗХ   | Вукашин Йованович  | 17 травня 1996 (вік 23 роки)     | 24   | 0    | Бордо                         |
| 15 | ЗХ   | Светозар Маркович  | 23 березня 2000 (вік 19 років)   | 3    | 0    | Партизан                      |
| 16 | ЗХ   | Срджан Бабич       | 22 квітня 1996 (вік 23 роки)     | 4    | 1    | Црвена Звезда                 |
|    |      |                    |                                  |      |      |                               |
| 6  | ПЗ   | Урош Рачич         | 17 березня 1998 (вік 21 рік)     | 9    | 0    | Тенерифе                      |
| 8  | ПЗ   | Данило Пантич      | 26 жовтня 1996 (вік 22 роки)     | 11   | 3    | Партизан                      |
| 10 | ПЗ   | Андрія Живкович    | 11 липня 1996 (вік 22 роки)      | 13   | 1    | Бенфіка                       |
| 17 | ПЗ   | Лука Аджич         | 17 вересня 1998 (вік 20 років)   | 8    | 0    | Андерлехт                     |
| 19 | ПЗ   | Лазар Ранджелович  | 5 серпня 1997 (вік 21 рік)       | 4    | 2    | Раднички (Ниш)                |
| 20 | ПЗ   | Саша Лукич         | 13 серпня 1996 (вік 22 роки)     | 18   | 3    | Торіно                        |
|    |      |                    |                                  |      |      |                               |
| 7  | НП   | Неманья Радоньїч   | 15 лютого 1996 (вік 23 роки)     | 8    | 0    | Олімпік (Марсель)             |
| 9  | НП   | Лука Йович         | 23 грудня 1997 (вік 21 рік)      | 14   | 7    | Реал Мадрид                   |
| 11 | НП   | Іван Шапоньїч      | 2 серпня 1997 (вік 21 рік)       | 10   | 2    | Бенфіка Б                     |
| 18 | НП   | Деян Йовелич       | 7 серпня 1999 (вік 19 років)     | 4    | 0    | Айнтрахт (Франкфурт-на-Майні) |
| 21 | НП   | Ігор Златанович    | 10 лютого 1998 (вік 21 рік)      | 8    | 1    | Радник (Сурдулиця)            |
| 22 | НП   | Александар Лутовац | 28 червня 1997 (вік 21 рік)      | 6    | 4    | Партизан                      |

### Австрія
Головний тренер: Вернер Грегорич
Остаточная заявка була оголошена 5 червня 2019 року.
| №  | Поз. | Гравець             | Дата народження (вік)          | Ігри | Голи | Клуб                  |
| -- | ---- | ------------------- | ------------------------------ | ---- | ---- | --------------------- |
| 1  | ВР   | Йоганнес Крейдль    | 7 березня 1996 (вік 23 роки)   | 2    | 0    | Рід                   |
| 12 | ВР   | Патрик Пентц        | 2 січня 1997 (вік 22 роки)     | 1    | 0    | Аустрія (Відень)      |
| 23 | ВР   | Александер Шлагер   | 1 лютого 1996 (вік 23 роки)    | 15   | 0    | ЛАСК                  |
|    |      |                     |                                |      |      |                       |
| 2  | ЗХ   | Марко Фрідль        | 16 березня 1998 (вік 21 рік)   | 13   | 1    | Вердер                |
| 4  | ЗХ   | Штефан Пош          | 14 травня 1997 (вік 22 роки)   | 7    | 1    | Гоффенгайм 1899       |
| 5  | ЗХ   | Філіпп Лінгарт      | 11 липня 1996 (вік 22 роки)    | 27   | 2    | Фрайбург              |
| 10 | ЗХ   | Петар Глухакович    | 25 березня 1996 (вік 23 роки)  | 12   | 0    | Аустрія (Відень)      |
| 13 | ЗХ   | Максіміліан Ульман  | 17 червня 1996 (вік 22 роки)   | 13   | 2    | ЛАСК                  |
| 15 | ЗХ   | Даріо Марешич       | 29 вересня 1999 (вік 19 років) | 10   | 1    | Штурм (Грац)          |
| 22 | ЗХ   | Сандро Інголіч      | 18 квітня 1997 (вік 22 роки)   | 11   | 0    | Санкт-Пельтен         |
|    |      |                     |                                |      |      |                       |
| 3  | ПЗ   | Емір Карич          | 9 червня 1997 (вік 21 рік)     | 2    | 0    | Альтах                |
| 6  | ПЗ   | Кевін Дансо         | 19 вересня 1998 (вік 20 років) | 7    | 0    | Аугсбург              |
| 8  | ПЗ   | Ксавер Шлагер       | 28 вересня 1997 (вік 21 рік)   | 6    | 2    | Ред Булл (Зальцбург)  |
| 11 | НП   | Матіас Гонсак       | 20 грудня 1996 (вік 22 роки)   | 12   | 7    | Гольштайн Кіль        |
| 14 | НП   | Хусейн Балич        | 15 липня 1996 (вік 22 роки)    | 0    | 0    | Санкт-Пельтен         |
| 17 | ПЗ   | Іван Любич          | 7 липня 1996 (вік 22 роки)     | 7    | 0    | Штурм (Грац)          |
| 18 | ПЗ   | Деян Любичич        | 8 жовтня 1997 (вік 21 рік)     | 8    | 0    | Рапід (Відень)        |
| 19 | ПЗ   | Ганнес Вольф        | 16 квітня 1999 (вік 20 років)  | 8    | 1    | Ред Булл (Зальцбург)  |
| 20 | ПЗ   | Крістоф Баумгартнер | 1 серпня 1999 (вік 19 років)   | 6    | 0    | Гоффенгайм 1899       |
| 21 | НП   | Саша Хорват         | 22 серпня 1996 (вік 22 роки)   | 17   | 1    | Ваккер (Інсбрук)      |
|    |      |                     |                                |      |      |                       |
| 7  | НП   | Адріан Грбич        | 4 серпня 1996 (вік 22 роки)    | 15   | 5    | Альтах                |
| 9  | НП   | Марко Квасіна       | 20 грудня 1996 (вік 22 роки)   | 23   | 4    | Маттерсбург           |
| 16 | ПЗ   | Саша Калайджич      | 7 липня 1997 (вік 21 рік)      | 2    | 0    | Адміра Ваккер Медлінг |

## Група C

### Англія
Головний тренер: Ейді Бутройд
Остаточна заявка була оголошена 27 травня 2019 року.
| №  | Поз. | Гравець               | Дата народження (вік)           | Ігри | Голи | Клуб                    |
| -- | ---- | --------------------- | ------------------------------- | ---- | ---- | ----------------------- |
| 13 | ВР   | Ангус Ганн            | 22 січня 1996 (вік 23 роки)     | 12   | 0    | Саутгемптон             |
| 1  | ВР   | Дін Гендерсон         | 12 березня 1997 (вік 22 роки)   | 8    | 0    | Шеффілд Юнайтед         |
| 22 | ВР   | Фредді Вудман         | 4 березня 1997 (вік 22 роки)    | 6    | 0    | Ньюкасл Юнайтед         |
|    |      |                       |                                 |      |      |                         |
| 4  | ЗХ   | Джейк Кларк-Солтер    | 22 вересня 1997 (вік 21 рік)    | 9    | 1    | Вітессе                 |
| 3  | ЗХ   | Джей Дасілва          | 22 квітня 1998 (вік 21 рік)     | 11   | 0    | Бристоль Сіті           |
| 14 | ЗХ   | Ллойд Келлі           | 1 жовтня 1998 (вік 20 років)    | 3    | 0    | Бристоль Сіті           |
| 12 | ЗХ   | Джонджо Кенні         | 15 березня 1997 (вік 22 роки)   | 14   | 0    | Евертон                 |
| 15 | ЗХ   | Езрі Конса            | 23 жовтня 1997 (вік 21 рік)     | 6    | 1    | Брентфорд               |
| 5  | ЗХ   | Фікайо Томорі         | 19 грудня 1997 (вік 21 рік)     | 12   | 0    | Дербі Каунті            |
| 2  | ЗХ   | Аарон Ван-Біссака     | 26 листопада 1997 (вік 21 рік)  | 2    | 0    | Крістал Пелес           |
|    |      |                       |                                 |      |      |                         |
| 17 | ПЗ   | Гарві Барнс           | 9 грудня 1997 (вік 21 рік)      | 3    | 0    | Лестер Сіті             |
| 16 | ПЗ   | Хамза Чудхурі         | 1 жовтня 1997 (вік 21 рік)      | 5    | 0    | Лестер Сіті             |
| 6  | ПЗ   | Кіран Дауелл          | 10 жовтня 1997 (вік 21 рік)     | 14   | 2    | Шеффілд Юнайтед         |
| 10 | ПЗ   | Філ Фоден             | 28 травня 2000 (вік 18 років)   | 6    | 0    | Манчестер Сіті          |
| 20 | ПЗ   | Морган Гіббс-Вайт     | 27 січня 2000 (вік 19 років)    | 0    | 0    | Вулвергемптон Вондерерз |
| 8  | ПЗ   | Джеймс Меддісон       | 23 листопада 1996 (вік 22 роки) | 6    | 0    | Лестер Сіті             |
| 18 | ПЗ   | Мейсон Маунт          | 10 січня 1999 (вік 20 років)    | 1    | 1    | Дербі Каунті            |
| 11 | ПЗ   | Раян Сессеньйон       | 18 травня 2000 (вік 19 років)   | 8    | 0    | Фулгем                  |
|    |      |                       |                                 |      |      |                         |
| 23 | НП   | Теммі Абрагам         | 2 жовтня 1997 (вік 21 рік)      | 23   | 8    | Астон Вілла             |
| 19 | НП   | Домінік Калверт-Льюїн | 16 березня 1997 (вік 22 роки)   | 15   | 7    | Евертон                 |
| 7  | НП   | Демарай Грей          | 28 червня 1996 (вік 22 роки)    | 23   | 7    | Лестер Сіті             |
| 21 | НП   | Ріс Нелсон            | 10 грудня 1999 (вік 19 років)   | 5    | 2    | Гоффенгайм 1899         |
| 9  | НП   | Домінік Соланке       | 14 вересня 1997 (вік 21 рік)    | 17   | 9    | Борнмут                 |

### Франція
Головний тренер: Сільвен Ріполь
Остаточна заявка була оголошена 22 травня 2019 року.
| №  | Поз. | Гравець            | Дата народження (вік)         | Ігри | Голи | Клуб             |
| -- | ---- | ------------------ | ----------------------------- | ---- | ---- | ---------------- |
| 1  | ВР   | Поль Бернардоні    | 18 квітня 1997 (вік 22 роки)  | 12   | 0    | Нім              |
| 13 | ВР   | Готьє Ларсоннер    | 23 лютого 1997 (вік 22 роки)  | 2    | 0    | Брест            |
| 23 | ВР   | Максенс Прево      | 9 квітня 1997 (вік 22 роки)   | 1    | 0    | Сошо             |
|    |      |                    |                               |      |      |                  |
| 2  | ЗХ   | Келвін Аміан       | 8 лютого 1998 (вік 21 рік)    | 10   | 1    | Тулуза           |
| 3  | ЗХ   | Мусса Ніакате      | 8 березня 1996 (вік 23 роки)  | 9    | 0    | Майнц 05         |
| 4  | ЗХ   | Дайо Упамекано     | 27 жовтня 1998 (вік 20 років) | 7    | 0    | РБ Лейпциг       |
| 5  | ЗХ   | Фоде Балло-Туре    | 3 січня 1997 (вік 22 роки)    | 5    | 0    | Монако           |
| 12 | ЗХ   | Маланг Сарр        | 23 січня 1999 (вік 20 років)  | 4    | 0    | Ніцца            |
| 14 | ЗХ   | Ібраїма Конате     | 25 травня 1999 (вік 19 років) | 2    | 0    | РБ Лейпциг       |
| 15 | ЗХ   | Антоні Касі        | 1 липня 1997 (вік 21 рік)     | 0    | 0    | Страсбур         |
| 20 | ЗХ   | Колен Дагба        | 9 вересня 1998 (вік 20 років) | 0    | 0    | Парі Сен-Жермен  |
|    |      |                    |                               |      |      |                  |
| 7  | ПЗ   | Люка Тусар         | 29 квітня 1997 (вік 22 роки)  | 18   | 0    | Ліон             |
| 8  | ПЗ   | Олів'є Нчам        | 9 лютого 1996 (вік 23 роки)   | 15   | 1    | Селтік           |
| 11 | ПЗ   | Уссем Ауар         | 30 червня 1998 (вік 20 років) | 9    | 2    | Ліон             |
| 6  | ПЗ   | Жефф Рен-Аделаїд   | 17 січня 1998 (вік 21 рік)    | 6    | 0    | Анже             |
| 16 | ПЗ   | Ромен Дель Кастійо | 29 березня 1996 (вік 23 роки) | 6    | 0    | Ренн             |
| 17 | ПЗ   | Маттео Гендузі     | 14 квітня 1999 (вік 20 років) | 4    | 0    | Арсенал (Лондон) |
| 18 | ПЗ   | Ібраїма Сіссоко    | 27 жовтня 1997 (вік 21 рік)   | 2    | 0    | Страсбур         |
|    |      |                    |                               |      |      |                  |
| 9  | НП   | Мусса Дембеле      | 12 липня 1996 (вік 22 роки)   | 20   | 11   | Ліон             |
| 10 | НП   | Жонатан Бамба      | 26 березня 1996 (вік 23 роки) | 18   | 5    | Лілль            |
| 19 | НП   | Мартен Тер'є       | 4 березня 1997 (вік 22 роки)  | 13   | 7    | Ліон             |
| 21 | НП   | Жан-Філіп Матета   | 28 червня 1997 (вік 21 рік)   | 6    | 1    | Майнц 05         |
| 22 | НП   | Жонатан Іконе      | 2 травня 1998 (вік 21 рік)    | 5    | 1    | Лілль            |

### Румунія
Головний тренер: Мірел Редой
Остаточна заявка була оголошена 28 травня 2019 року. Після цього Денис Дрегуш отримав травму і його замінив Рікардо Грігоре.
| №  | Поз. | Гравець             | Дата народження (вік)          | Ігри | Голи | Клуб                      |
| -- | ---- | ------------------- | ------------------------------ | ---- | ---- | ------------------------- |
| 1  | ВР   | Андрей Раду         | 28 травня 1997 (вік 21 рік)    | 12   | 0    | Дженоа                    |
| 12 | ВР   | Кетелін Кебуз       | 18 червня 1996 (вік 22 роки)   | 0    | 0    | Германнштадт              |
| 23 | ВР   | Андрей Влад         | 15 квітня 1999 (вік 20 років)  | 0    | 0    | Стяуа                     |
|    |      |                     |                                |      |      |                           |
| 2  | ЗХ   | Раду Бобоч          | 24 квітня 1999 (вік 20 років)  | 4    | 0    | Віїторул (Констанца)      |
| 6  | ЗХ   | Крістіан Маня       | 9 серпня 1997 (вік 21 рік)     | 15   | 0    | ЧФР (Клуж-Напока)         |
| 4  | ЗХ   | Алекс Пашчану       | 28 вересня 1998 (вік 20 років) | 12   | 0    | Лестер Сіті               |
| 5  | ЗХ   | Йонуц Неделчару     | 25 квітня 1996 (вік 23 роки)   | 15   | 1    | Уфа                       |
| 18 | ЗХ   | Адріан Рус          | 18 березня 1996 (вік 23 роки)  | 4    | 0    | Сепсі ОСК (Сфинту-Георге) |
| 15 | ЗХ   | Вірджіл Гіце        | 4 червня 1998 (вік 20 років)   | 2    | 0    | Віїторул (Констанца)      |
| 3  | ЗХ   | Флорін Штефан       | 9 травня 1996 (вік 23 роки)    | 7    | 0    | Сепсі ОСК (Сфинту-Георге) |
| 13 | ЗХ   | Рікардо Грігоре     | 7 квітня 1999 (вік 20 років)   | 0    | 0    | Динамо (Бухарест)         |
|    |      |                     |                                |      |      |                           |
| 16 | ПЗ   | Драгош Неделчу      | 16 лютого 1997 (вік 22 роки)   | 21   | 0    | Стяуа                     |
| 21 | ПЗ   | Тудор Белуце        | 27 березня 1999 (вік 20 років) | 0    | 0    | Брайтон енд Гоув Альбіон  |
| 17 | ПЗ   | Александру Чікилдеу | 8 липня 1997 (вік 21 рік)      | 9    | 2    | КС Університатя (Крайова) |
| 14 | ПЗ   | Влад Драгомір       | 24 квітня 1999 (вік 20 років)  | 1    | 0    | Перуджа                   |
| 20 | ПЗ   | Андрей Чобану       | 18 січня 1998 (вік 21 рік)     | 6    | 0    | Віїторул (Констанца)      |
| 8  | ПЗ   | Денніс Ман          | 26 серпня 1998 (вік 20 років)  | 8    | 3    | Стяуа                     |
| 10 | ПЗ   | Яніс Хаджі          | 22 жовтня 1998 (вік 20 років)  | 10   | 2    | Віїторул (Констанца)      |
| 22 | ПЗ   | Даріус Олару        | 3 березня 1998 (вік 21 рік)    | 1    | 0    | Газ Метан                 |
| 7  | ПЗ   | Флорінел Коман      | 10 квітня 1998 (вік 21 рік)    | 10   | 1    | Стяуа                     |
|    |      |                     |                                |      |      |                           |
| 9  | НП   | Георге Пушкаш       | 8 квітня 1996 (вік 23 роки)    | 21   | 14   | Палермо                   |
| 11 | НП   | Адріан Петре        | 11 лютого 1998 (вік 21 рік)    | 4    | 2    | Есб'єрг                   |
| 19 | НП   | Андрей Іван         | 4 січня 1997 (вік 22 роки)     | 7    | 1    | Краснодар                 |

### Хорватія
Головний тренер: Ненад Грачан
Остаточна заявка була оголошена 5 червня 2019 року
| №  | Поз. | Гравець            | Дата народження (вік)            | Ігри | Голи | Клуб                   |
| -- | ---- | ------------------ | -------------------------------- | ---- | ---- | ---------------------- |
| 1  | ВР   | Іво Грбич          | 18 січня 1996 (вік 23 роки)      | 3    | 0    | Локомотива             |
| 12 | ВР   | Йосип Посавець     | 10 березня 1996 (вік 23 роки)    | 12   | 0    | Хайдук (Спліт)         |
| 23 | ВР   | Адріан Шемпер      | 12 січня 1998 (вік 21 рік)       | 1    | 0    | К'єво                  |
|    |      |                    |                                  |      |      |                        |
| 2  | ЗХ   | Филип Уремович     | 11 лютого 1997 (вік 22 роки)     | 5    | 2    | Рубін (Казань)         |
| 3  | ЗХ   | Борна Соса         | 21 січня 1998 (вік 21 рік)       | 11   | 0    | Штутгарт               |
| 5  | ЗХ   | Никола Катич       | 10 жовтня 1996 (вік 22 роки)     | 3    | 0    | Рейнджерс              |
| 6  | ЗХ   | Филип Бенкович     | 13 липня 1997 (вік 21 рік)       | 2    | 0    | Селтік                 |
| 15 | ЗХ   | Бранимир Калаїця   | 1 червня 1998 (вік 20 років)     | 1    | 1    | Бенфіка Б              |
| 16 | ЗХ   | Тоні Боревкович    | 18 червня 1997 (вік 21 рік)      | 1    | 0    | Ріу Аве                |
| 21 | ЗХ   | Домагой Брадарич   | 10 грудня 1999 (вік 19 років)    | 2    | 0    | Хайдук (Спліт)         |
|    |      |                    |                                  |      |      |                        |
| 4  | ПЗ   | Іван Шуньїч        | 9 жовтня 1996 (вік 22 роки)      | 12   | 1    | Динамо (Загреб)        |
| 8  | ПЗ   | Никола Влашич      | 4 жовтня 1997 (вік 21 рік)       | 15   | 5    | ЦСКА (Москва)          |
| 9  | НП   | Марин Яколиш       | 26 грудня 1996 (вік 22 роки)     | 12   | 5    | Адміра Ваккер Медлінг  |
| 10 | НП   | Ален Халілович     | 18 червня 1996 (вік 22 роки)     | 15   | 4    | Стандард (Льєж)        |
| 11 | ПЗ   | Лука Іванушец      | 26 листопада 1998 (вік 20 років) | 9    | 0    | Локомотива             |
| 13 | ПЗ   | Ловро Маєр         | 17 січня 1998 (вік 21 рік)       | 5    | 0    | Динамо (Загреб)        |
| 14 | ПЗ   | Кристиян Бистрович | 9 квітня 1998 (вік 21 рік)       | 1    | 0    | ЦСКА (Москва)          |
| 17 | ПЗ   | Тома Башич         | 25 листопада 1996 (вік 22 роки)  | 6    | 0    | Бордо                  |
| 18 | НП   | Роберт Мурич       | 12 березня 1996 (вік 23 роки)    | 1    | 0    | Рієка                  |
| 20 | ПЗ   | Никола Моро        | 12 березня 1998 (вік 21 рік)     | 7    | 1    | Динамо (Загреб)        |
|    |      |                    |                                  |      |      |                        |
| 7  | НП   | Йосип Брекало      | 23 червня 1998 (вік 20 років)    | 13   | 7    | Вольфсбург             |
| 19 | НП   | Сандро Куленович   | 4 грудня 1999 (вік 19 років)     | 1    | 0    | Легія                  |
| 22 | ЗХ   | Маріян Чабрая      | 25 лютого 1997 (вік 22 роки)     | 1    | 0    | Гориця (Велика Гориця) |